# Liste der Biografien/Muller, N
Liste der Biografien |
Portal Biografien |
N Personensuche
# |
A |
B |
C |
D |
E |
F |
G |
H |
I |
J |
K |
L |
M |
N |
O |
P |
Q |
R |
S |
T |
U |
V |
W |
X |
Y |
Z |
?
 
Ma |
Mb |
Mc |
Md |
Me |
Mf |
Mg |
Mh |
Mi |
Mj |
Mk |
Ml |
Mm |
Mn |
Mo |
Mp |
Mq |
Mr |
Ms |
Mt |
Mu |
Mv |
Mw |
Mx |
My |
Mz
 
Mua |
Mub |
Muc |
Mud |
Mue |
Muf |
Mug |
Muh |
Mui |
Muj |
Muk |
Mul |
Mum |
Mun |
Muo |
Mup |
Muq |
Mur |
Mus |
Mut |
Muu |
Muv |
Muw |
Mux |
Muy |
Muz
 
Mula |
Mulb |
Mulc |
Muld |
Mule |
Mulf |
Mulg |
Mulh |
Muli |
Mulj |
Mulk |
Mull |
Mulm |
Muln |
Mulo |
Mulr |
Muls |
Mult |
Mulu |
Mulv |
Mulw |
Muly |
Mulz
 
Mulla |
Mulle |
Mullg |
Mullh |
Mulli |
Mulln |
Mullo |
Mullr |
Mully
 
Mulled |
Mullej |
Mullem |
Mullen |
Muller |
Mulles |
Mulley
 
Muller, A |
Muller, B |
Muller, C |
Muller, D |
Muller, E |
Muller, F |
Muller, G |
Muller, H |
Muller, I |
Muller, J |
Muller, K |
Muller, L |
Muller, M |
Muller, N |
Muller, O |
Muller, P |
Muller, Q |
Muller, R |
Muller, S |
Muller, T |
Muller, U |
Muller, V |
Muller, W |
Muller, X |
Muller, Y |
Muller, Z |
Mullera |
Mullerb |
Mullerh |
Mullerl |
Mullerp |
Mullers |
Mullerw |
Mullery
Die Liste der Biografien führt alle Personen auf, die in der deutschsprachigen Wikipedia einen Artikel haben. Dieses ist eine Teilliste mit 32 Einträgen von Personen, deren Namen mit den Buchstaben „Muller, N“ beginnt.

## Muller, N

### Muller, Na
- Müller, Nadine (* 1985), deutsche Leichtathletin
- Müller, Natascha (* 1962), deutsche Romanistin
- Müller, Nathan Aron († 1872), deutscher Rabbiner

### Muller, Ne
- Müller, Nelson (* 1979), deutscher (Fernseh-)KochNelson Müller (* 1979)

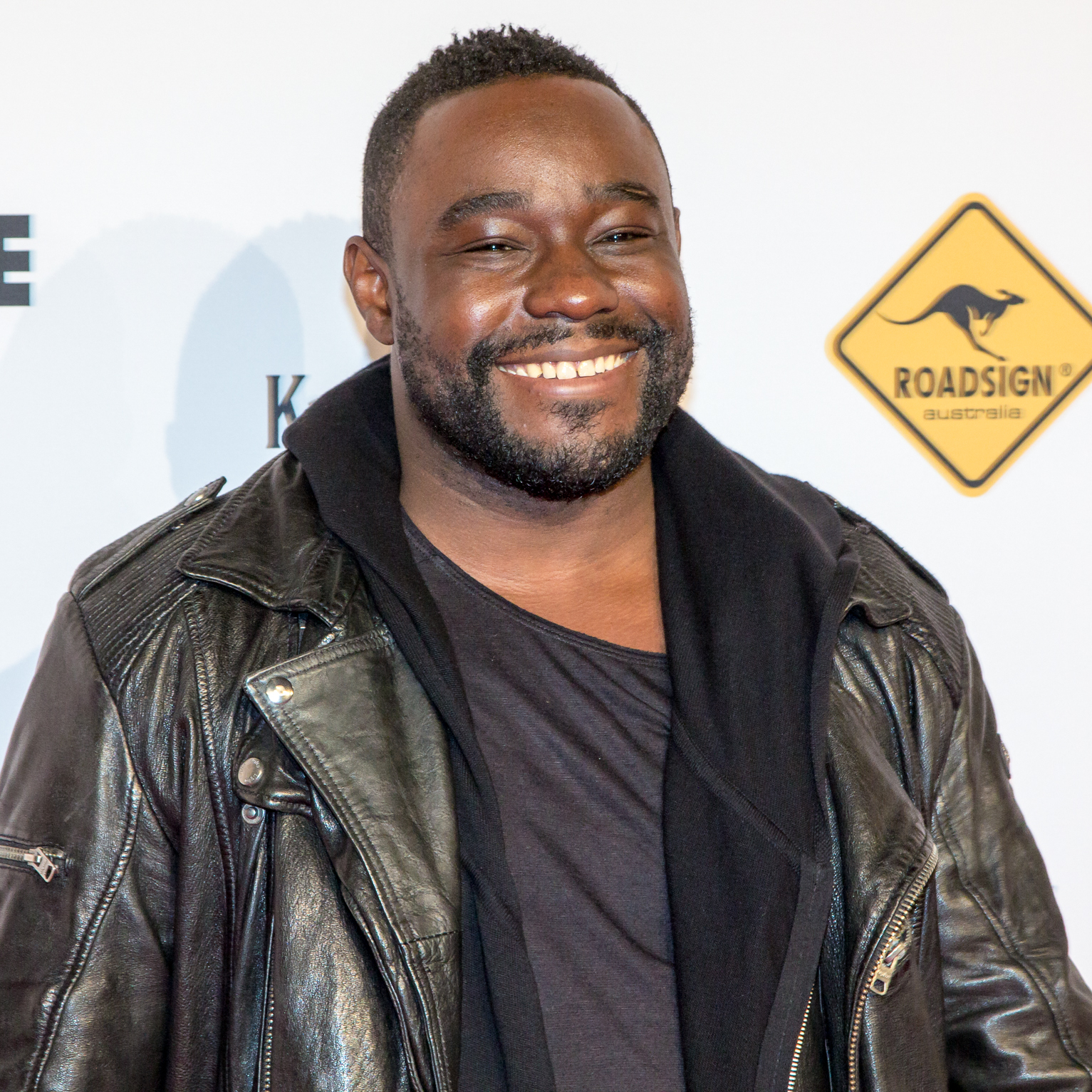
Nelson Müller (* 1979)

### Muller, Ni
- Muller, Nicholas (1836–1917), US-amerikanischer Politiker
- Müller, Nicholas (* 1981), deutscher Musiker und Autor
- Müller, Nico (* 1982), deutscher Opernsänger und Gesangspädagoge
- Müller, Nico (* 1992), Schweizer Automobilrennfahrer
- Müller, Nico (* 1993), deutscher Gewichtheber
- Müller, Nicolai (* 1987), deutscher Fußballspieler
- Müller, Nicolas (* 1982), Schweizer Snowboarder und Skateboarder
- Müller, Nicolas (* 1989), Schweizer Squashspieler
- Müller, Nicolaus Jacob Carl (1842–1901), deutscher Botaniker
- Müller, Nicole, deutsche Sportkeglerin, Weltmeisterin Sportkegeln Classic
- Müller, Nicole (* 1980), deutsche Fußballspielerin
- Müller, Nicole (* 1994), deutsche Rhythmische Sportgymnastin
- Müller, Niklas (1809–1875), deutscher Dichter und Verleger, badischer Abgeordneter (1848)
- Müller, Nikolaus (1758–1833), Königlich Bayerischer Badinspektor am Ludwigsbad in Wipfeld
- Müller, Nikolaus (1770–1851), Mainzer Jakobiner und Maler
- Müller, Nikolaus (1775–1834), österreichischer Orgelbauer
- Müller, Nikolaus (1857–1912), deutscher evangelischer Theologe und Kirchenhistoriker
- Müller, Nils (* 1982), deutscher Galerist, Fotograf und ehemaliger Graffiti-Künstler
- Müller, Nils R. (1921–2007), norwegischer Filmregisseur
- Müller, Nina (1921–1945), Opfer des Holocaust
- Müller, Nina (* 1980), deutsche HandballspielerinNina Müller (* 1980)

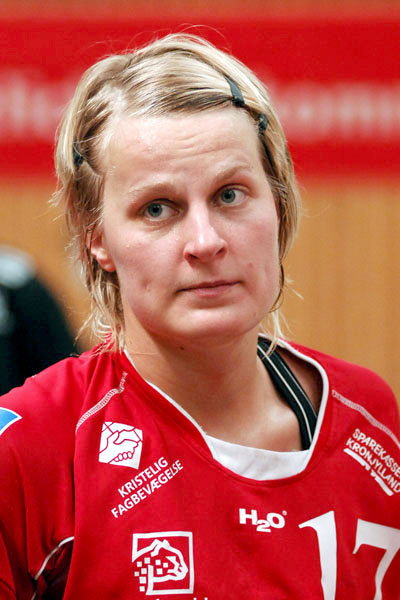
Nina Müller (* 1980)

### Muller, No
- Muller, Noah (* 1998), niederländischer Eishockeyspieler
- Müller, Norbert, deutscher Kommunikationswissenschaftler
- Müller, Norbert (1946–2022), deutscher Sporthistoriker
- Müller, Norbert (* 1963), deutscher Schriftsteller
- Müller, Norbert (* 1986), deutscher Politiker (Die Linke), MdL (Brandenburg)
- Müller, Norman (* 1977), deutscher Verwaltungsjurist, politischer Beamter und Politiker (SPD)
- Müller, Norman (* 1985), deutscher Zehnkämpfer